# Celibato
O celibato (do latim cælibatus, estado daquele que não é casado ou que é célibe) é, na sua definição literal, o estado de uma pessoa que se mantém solteira.

## Motivações
- do latim cælibatus "sem estar casado", em oposição a coniugalem, conjugal, com jugo, espécie de forca por baixo da qual desfilavam (perante os Romanos) os inimigos vencidos;
- Crenças religiosas — celibato clerical;
- Para concentrar-se em outras questões, como carreira profissional;
- Falta de apetite sexual;
- Celibato involuntário — uma pessoa que devido à sua solidão e isolamento social mantenha involuntariamente um celibato, contra sua vontade;
- Como uma tentativa de obter um senso de identidade e independência dos outros;
- Por problemas de saúde — celibato médico;
- Evitar os riscos de contaminação por doenças sexualmente transmissíveis;
- Evitar se decepcionar emocionalmente;
- Como um meio de controle de natalidade.

## Cristianismo
O celibato é visto de forma diferente por diferentes grupos cristãos. O apóstolo Paulo referente ao sexo fora dos laços do casamento escreve em 1 Coríntios 7, "É bom para um homem não ter relações sexuais com uma mulher. Mas, devido à tentação de imoralidade sexual, cada homem deve ter a sua própria mulher e cada mulher seu próprio marido."  (versículos 1-2); "Eu desejo que todos sejam como eu sou. Mas cada um tem o seu próprio dom de Deus, um de uma espécie e uma de outro. Para os solteiros e as viúvas digo que é bom para eles permanecer como eu sou. Mas se eles não podem exercer autocontrole, devem casar. Por isso é melhor casar do que queimar com paixão." (versículos 7-9); "Quero que você seja livre de medos. Solteiro o homem está preocupado com as coisas do Senhor, a forma de agradar ao Senhor. Porém, o homem casado está preocupado com as coisas mundanas, como agradar à sua esposa, e seus interesses estão divididos. E a mulher solteira está preocupada com as coisas do Senhor, como ser santa no corpo e espírito. Mas a mulher casada está preocupada com as coisas mundanas, como para agradar o marido. Digo isto para seu próprio benefício, para não estabelecer qualquer restrição sobre você, mas para promover a boa ordem e para garantir o seu indiviso devoção ao Senhor." (versículos 32-35)?

## Perspectiva católica
Para a Igreja Católica Apostólica Romana, a castidade antes do casamento é uma forma de conhecer o parceiro. A Igreja aceita que o desejo pelo prazer sexual faz parte da natureza humana, mas que a felicidade e o prazer não são sinônimos. O prazer poderia transformar o parceiro sexual em um meio, em um ato egoísta, enquanto o verdadeiro conhecimento do parceiro (amor) poderia estar sendo camuflado.
Embora no passado fosse aceite o matrimônio de padres ordenados (tendo incluso São Paulo recomendado a fidelidade matrimonial aos bispos), na atualidade, exceptuando em casos referentes aos diáconos e a padres ordenados pelas Igrejas orientais católicas e pelos ordinariatos pessoais para anglicanos, todo o clero católico latino é obrigado a observar e cumprir o celibato. [Ver: S. Mateus 19, 12]. Nas Igrejas orientais, o celibato é apenas obrigatório para os bispos, que são escolhidos entre os sacerdotes celibatários.
O celibato acabou por se impor no Ocidente: o Código de Direito Canónico impõe o celibato a todos os sacerdotes da Igreja Latina (em 277). Porém, há várias exceções de sacerdotes casados na Igreja Latina, houve alguns papas casados (Adriano II, Honório IV), bispos casados (nas diocese da Islândia até à Reforma protestante; o bispo Salomão Barbosa Ferraz no Brasil) e vários padres casados ordenados nos Estados Unidos, Canadá, Austrália, Reino Unido e Escandinávia, sob autorização especial.
A Igreja Católica de rito latino, sinteticamente, dá as seguintes principais razões de ordem teológica para o celibato dos sacerdotes e religiosos de vida consagrada:
- com o celibato os sacerdotes entregar-se-iam de modo mais excelente a Cristo, unindo-se a Ele com o coração indiviso;
- o celibato facilita ao sacerdote a participação no amor de Cristo pela humanidade uma que vez que Ele não teve outro vínculo nupcial a não ser o que contraiu com a sua Igreja;
- com o celibato os clérigos dedicar-se-iam com maior disponibilidade ao serviço dos outros homens;
- a pessoa e a vida do sacerdote são possessão da Igreja, que faz as vezes de Cristo, seu esposo;
- o celibato dispõe o sacerdote para receber e exercer com generosidade a paternidade que pertence a Cristo.

### História
A recomendação de celibato clerical na igreja latina possui sua primeira menção pelo Concílio de Elvira (295-302), mas, como este concílio era apenas um concílio provincial espanhol (Elvira era uma cidade romana, junto a Granada), as suas decisões não foram cumpridas por toda a Igreja cristã. O Concílio de Elvira assim legislou: "Bispos, presbíteros, diáconos e outros que ocupem uma posição no ministério devem abster-se totalmente de relações sexuais com suas esposas e da procriação de filhos. Se alguém desobedecer, seja ele privado do estado clerical" (XXXIII cânon). O Primeiro Concílio de Niceia (325) decretou apenas que "todos os membros do clero estão proibidos de morar com qualquer mulher, com excepção da mãe, irmã ou tia" (III cânon). Apesar disso, no final do século IV, a Igreja Latina promulgou várias leis a favor do celibato, que foram geralmente bem aceites no Ocidente no pontificado de São Leão Magno (440-461). Aliás, o Concílio de Calcedónia (451) proibiu o casamento de monges e virgens consagradas (XVI cânon), impondo por isso o celibato ao clero regular.
Porém, apesar disso, houve vários avanços e recuos na aplicação desta prática eclesiástica, nomeadamente entre o clero secular, chegando até mesmo a haver alguns Papas casados, como por exemplo o Papa Adriano II (867-872). No século XI, vários Papas, especialmente Leão IX (1049-1054) e Gregório VII (1073-1085), esforçaram-se novamente por aplicar com maior rigor as leis do celibato, devido à crescente degradação moral do clero, causada em parte pela confusão instaurada pelo desmembramento do Império Carolíngio. Naquele período, houve padres e bispos que chegaram a mostrar publicamente que tinham esposas ou concubinas. Segundo fontes históricas, durante o Concílio de Constança (1414-1418), 700 prostitutas atenderam sexualmente os participantes.
Por fim, o Primeiro Concílio de Latrão (1123) e o Segundo Concílio de Latrão (1139) condenaram e invalidaram o concubinato e os casamentos de clérigos, reforçando assim o celibato clerical, que já era na altura uma prática frequente e aceite pela maioria como necessária. O celibato é defendido porque os celibatários eram mais livres e disponíveis, daí que, com o tempo, o clero regular se foi destacando em relação ao clero secular.
O celibato clerical voltou ainda a ser defendido em força pelo Quarto Concílio de Latrão (1215) e pelo Concílio de Trento (1545-1563), que impôs definitivamente o celibato obrigatório a todo o clero da Igreja Latina, incluindo o clero secular.

### Magistério da Igreja Católica
Verifica-se pelos documentos da Igreja que há de sua parte uma vontade decidida de manter esta praxis antiquissima: Pio XII abordou o tema na encíclica Sacra virginitas. Em 1965 dois documentos do Concílio Vaticano II trataram do tema do celibato sacerdotal: Presbyterorum ordinis, n. 16 e Optatam totius, n. 10.
Sobre este tema o Papa Paulo VI, em 24 de junho de 1967, editou uma encíclica denominada Sacerdotalis Caelibatus, sobre o celibato sacerdotal, neste documento lembra a apologia que os Padres Orientais fizeram da virgindade: Ainda hoje faz eco no nosso coração, por exemplo, a voz de São Gregório Nisseno, quando nos recorda que "a vida virginal é a imagem da felicidade que nos espera no mundo que virá".
Em 1971, o II Sínodo dos Bispos preparou um novo documento no mesmo sentido, depois aprovado pelo Papa Paulo VI, denominado De sacerdotio ministeriali, de 30 de novembro.
Também João Paulo II afirma: Fruto de equívoco — se não mesmo de má-fé — é a opinião, com frequência difundida, de que o celibato sacerdotal na Igreja Católica é apenas uma instituição imposta por lei àqueles que recebem o sacramento da Ordem. Ora todos sabemos que não é assim. Todo o cristão que recebe o sacramento da Ordem compromete-se ao celibato com plena consciência e liberdade, depois de preparação de vários anos, profunda reflexão e assídua oração. Toma essa decisão de vida em celibato, só depois de ter chegado à firme convicção de que Cristo lhe concede esse «dom», para bem da Igreja e para serviço dos outros. Só então se compromete a observá-lo por toda a vida. (Carta Novo incipiente a todos os sacerdotes da Igreja na Quinta-feira Santa, 8 de abril de 1979).
Bento XVI, recentemente, em Mariazell, disse: Para compreender bem o que significa a castidade devemos partir do seu conteúdo positivo, explicando que a missão de Cristo o levava a um dedicação pura e total para com os seres humanos. Nas Sagradas Escrituras não há nenhum momento de sua existência donde em seu comportamento com as pessoas se vislumbre pegadas de interesse pessoal. (…) Os sacerdotes, religiosos e religiosas, (…) com o voto de castidade no celibato, não se consagram ao individualismo ou a uma vida isolada, mas sim prometem solenemente pôr totalmente e sem reservas ao serviço do Reino de Deus as relações intensas das quais são capazes. (Da homilia na Basílica de Mariazell, Áustria, 8 de setembro de 2007).

## Perspectiva islâmica
Na tradição islâmica, é relatado por Aixa que Maomé proibiu o celibato.